# Amerykanie pochodzenia salwadorskiego
Amerykanie salwadorskiego pochodzenia – obywatele lub rezydenci Stanów Zjednoczonych, których przodkowie pochodzą z Salwadoru, bądź też imigranci z tego kraju. W 2006 r. ich liczba wynosiła ponad 1 370 000 ludzi (według Amerykańskiego Biuro Cenzusowego 1 371 666). Salwadorczycy to czwarta pod względem wielkości hiszpańskojęzyczna grupa etniczna w USA.

## Rozmieszczenie
Większość z nich zamieszkuje tzw. Większe Los Angeles (zurbanizowane tereny rozciągające się między Los Angeles, Riverside i Long Beach), Obszar Metropolitalny Waszyngton (Waszyngton – Arlington – Alexandria) oraz stany Maryland i Wirginia. Wielu Salwadorczyków mieszka też w Houston, Austin, Dallas i innych metropolitalnych obszarach Kalifornii (San Francisco Bay Area i Inland Empire). Znaczące społeczności znajdują się także w Nowym Jorku i New Jersey.

## Historia
Exodus Salwadorczyków z ich ojczystego kraju miał dwie główne przyczyny – gospodarcze i polityczne. Największa fala migracji miała miejsce w czasie wojny domowej w Salwadorze w latach 1980–1992. Salwador opuściło wówczas od 20% do 30% jego mieszkańców. Prawie połowa z nich (czyli jakieś 500 tys. ludzi) osiedliła się w Stanach Zjednoczonych. Przed tą migracją, populacja Amerykanów salwadorskiego pochodzenia wynosiła nieco ponad 10 tys. osób.